# Gwen Eckhaus
Gwen Eckhaus (Cambridge (Massachusetts), 29 november 1959) is een Nederlandse actrice en scenarioschrijfster. Ze is onder andere bekend van haar rol Lieneke in de film Spoorloos (1988).

## Rollen (selectie)
- Spoorloos – Lieneke (1988)
- De avonden – Ina (1989)
- Onderweg naar morgen – Eva Bilthoven (1996)
- Baantjer: De Cock en de eenzame dood – Gerda Sieben (1997)
- De club – Maartje / Agnes (1998)
- Baantjer: De Cock en de moord met illusie – Eliza Weermeijer (1999)
- De Grot – Egons moeder (2001)
- Spangen - Mo (2006)
- Spoorloos Verdwenen – Dr. Laura Homan (2007)
- De hoofdprijs – Andrea (2009)

- Gemeinsame Normdatei: 1073130207
- International Standard Name Identifier: 0000 0003 6915 1758
- Library of Congress Control Number: no2014148019
- MusicBrainz: 040e6887-4803-42fd-b01a-392d9d2301e2
- Nederlandse Thesaurus van Auteursnamen: 303103280
- Système universitaire de documentation: 19927519X
- Virtual International Authority File: 311478873
- WorldCat: E39PBJxCvBkYQPJTq4Xp9GhPwC